# Club de Remo Barquereño
El Club de Remo Barquereño es un club deportivo de San Vicente de la Barquera, Cantabria (España) que fue fundado en el año 1969 siendo presidente Antonio González Ruiz. 
Además de Antonio también fueron presidentes de la entidad Emilio Sánchez Goicoechea, Manuel Cortabitarte Balbín y Máximo Lecue González. Comenzó su actividad en la modalidad de bateles en Castro Urdiales gracias al préstamo de una embarcación por parte del Laredo Remo Club. A continuación Educación y Descanso provee al club de un batel con el que compiten asiduamente. 
Se obtienen victorias en el Trofeo Príncipe de España en 1972 celebrado en Santander, en el II Trofeo Fiestas de San Mateo en 1973 celebrado en Reinosa y en el Trofeo San José de 1974 celebrado en El Astillero.
En 1980 con Ángel Trápaga Bustamante de presidente se compite en bateles y trainerillas hasta 1984. En el año 2012 se está compitiendo en la liga regional de bateles.
En 2013 el club vuelve a botar una trainera, que debuta con un tercer puesto en la Bandera El Socorro en Luanco (Asturias).
- Datos: Q5775082
- Multimedia: Club de Remo Barquereño / Q5775082